# Erich Bucher (Politiker, 1951)

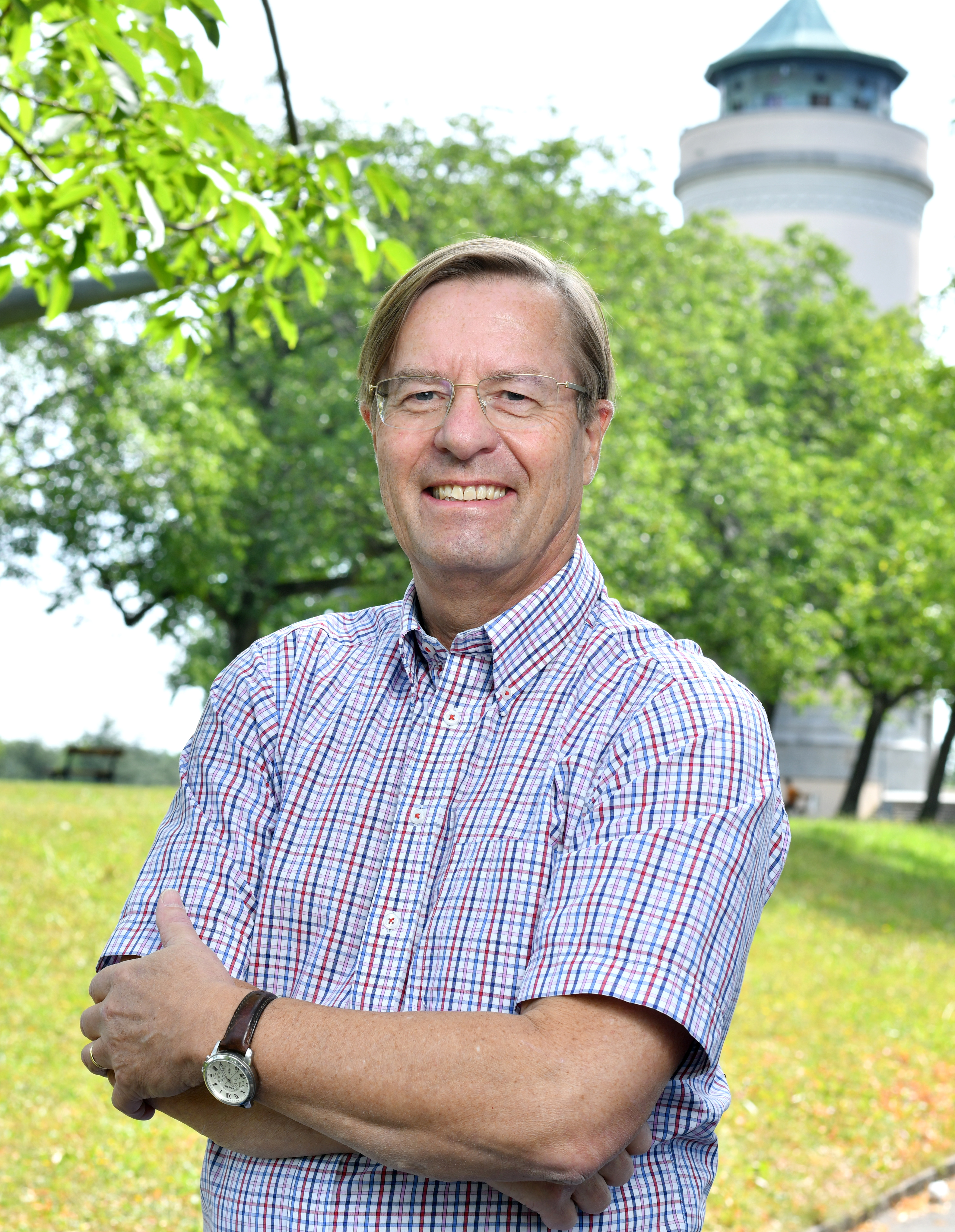
Erich Bucher (2020)

Erich Georg Bucher (* 27. August 1951 in St. Gallen) ist Betriebsökonom, Unternehmer und Politiker (FDP.Die Liberalen) in Basel-Stadt. Er ist seit 2013 im Grossen Rat und wurde im Mai 2020 zum Präsidenten der FDP-Grossratsfraktion gewählt.

## Leben
Erich Bucher wuchs als erstes von sechs Kindern der Familie Heinrich Bucher (* 1926; † 2009) und Elsa Bucher-Schmid (* 1924; † 1976) in St. Gallen auf. Sein Vater war Verkaufsleiter in der Textilindustrie. Erich Bucher besuchte früh einen Turnverein und machte danach mit Leichtathletik weiter, bis er auf Handball umstieg, wo er bis zur Ersten Liga spielte. Zusätzlich hatte er ein starkes politisches Interesse und bemühte sich um eine gute Ausbildung. Nachdem er während seines Studiums weitergearbeitet hatte, war er in wichtigen Firmen tätig und engagierte sich politisch in der FDP, der er aktuell im Grossen Rat des Kantons Basel-Stadt als Fraktionspräsident vorsteht. Bucher hat die schweizerische und die französische Staatsbürgerschaft. Er wohnt mit seiner Frau Marie-Anne Bucher-Bignon in Basel und hat mit ihr zwei Kinder – Etienne und Florence Bucher. In seiner Freizeit sammelt er Objekte aus dem Deutsch-Französischen Krieg (1870–1871).
Nach der obligatorischen Schulzeit absolvierte Bucher von 1968 bis 1971 eine KV-Banklehre in der St. Gallischen Creditanstalt und studierte anschliessend an der Fachhochschule St. Gallen. Währenddessen arbeitete er bis 1974 bei Brigitte Geschenke AG in St. Gallen im Versandhandel als Buchhalter. Je ein Nachdiplomstudium machte er bei der Insead in Fontainebleau und bei der IESE Business School in Barcelona. Nach dem Bachelor-Abschluss an der Fachhochschule war er im Institut für Betriebswirtschaft der HSG St. Gallen in der Unternehmensberatung tätig, bis er 1976 Entwicklungsleiter bei Perminova AG, einem IT-Softwarehaus, in Zürich wurde. Von 1985 bis 1996 war er in Basel und Zürich als Software- & Services Manager bei Digital Equipment Corporation (DEC) tätig. Weiterhin arbeitete er bis 2013 bei der UBS AG in Basel, Zürich und London als Mitglied des IT-Managements (Projekt- und Programmmanagement). Seit 2016 ist er Verwaltungsratspräsident der epibreed AG, eines Agro-Life-Science-Unternehmens.

## Politik
Bucher ist seit 1984 Mitglied der FDP. Politisch aktiv wurde er erst 2008, als er im Quartierverein FDP Grossbasel-Ost zum Präsidenten gewählt wurde. Im September 2013 wurde er in den Grossen Rat des Kantons Basel-Stadt, gewählt, wo er im Mai 2020 schliesslich zum Fraktionspräsidenten und damit gleichzeitig in den Vorstand der FDP Basel-Stadt gewählt wurde. Ausserdem ist Bucher seit 2018 Delegierter der FDP Schweiz.

## Freiwilligenarbeit
Von 1991 bis 1999 war Erich Bucher Finanzverantwortlicher im TV Muttenz. Ab 1996 war er Präsident des Neutralen Quartiervereins Bruderholz und ab 2002 Präsident des Stadtvorstandes des Dachverbands der Neutralen Quartiervereine des Kantons Basel-Stadt, beides bis zum Jahr 2008. Zwei Jahre später war er Mitbegründer von QuartierOASE Bruderholz. Zudem war er von 2012 bis 2020 in der Interessengemeinschaft Gewerbe Gundeldingen–Bruderholz–Dreispitz als Vizepräsident tätig und ist zusätzlich seit 2019 Vizepräsident des Vereins Pro Herzstück.